# Большая Езань
Большая Езань (Езань) — река в Костромской области России, протекает по территории Солигаличского района. Устье реки находится в 225 км от устья реки Костромы по левому берегу. Длина реки составляет 34 км, площадь водосборного бассейна — 125 км².

## Притоки
(указано расстояние от устья)
- 14 км: ручей Михеевка (пр.)
- 18 км: река Малая Езань (пр.)

## Данные водного реестра
По данным государственного водного реестра России относится к Верхневолжскому бассейновому округу, водохозяйственный участок реки — Кострома от истока до водомерного поста у деревни Исады, речной подбассейн реки — Волга ниже Рыбинского водохранилища до впадения Оки. Речной бассейн реки — (Верхняя) Волга до Куйбышевского водохранилища (без бассейна Оки).
Код объекта в государственном водном реестре — 08010300112110000011901.